# Нене (фільм)
«Нене́» (італ. Nenè) — італійський кінофільм 1977 року, історична драма, поставлена режисером Сальваторе Сампері з Леонорою Фані та Свеном Вальсеккі у головних ролях. Стрічка є адаптацією роману з однойменною назвою, написаного журналістом Чезаре Ланца, який отримав премію Sila у 1976 році[джерело?].
Сюжет описує повсякденне життя у повоєнній Італії 1948 року під час перших вільних виборів з часу завершення війни. В центрі оповіді — сім'я хлопчика Ю. На тлі католицької та традиціоналістської Італії восьмирічний Ю швидко зростає в складній сім'ї. Приїзд його кузини Нене пробуджує цікавість до сексуальності. Паралельно з драматичною лінією головних героїв зображаються кілька, по-своєму розчарованих, персонажів: в результатах парламентських виборів, в похмурому й нудному шлюбі, у своєму чоловікові, в першому коханні.
У стрічці також знімається видатний італійський актор Уго Тоньяцці в епізодичній ролі перукаря-комуніста.

## Сюжет

Нене у виконанні італійської акторки Леонори Фані

Сцена кохання Нене та Роді на закинутій віллі

Події розгортаються 1948 року, в неназваній італійській провінції, напередодні парламентських виборів. Маленький Ю та його родичі живуть в занедбаному будинку в сільській місцевості, страждаючи від настирливої та підступної молодшої сестрички Па, від батька, розчарованого у своїй роботі, і від ще більш розчарованої матері, яка не перестає звинувачувати у своїх життєвих невдачах чоловіка. Ночами батьки влаштовують садомазохістську сексуальну гру — батько шмагає дружину після чого вона робить феляцію. Підглядаючи одного разу вночі за батьками, Ю починає цікавитися сексом.
Ю збентежено відчуває перші зміни свого тіла, які стануть ще більшими, коли до будинку його батьків прибуде Нене, кузина Ю, яку батьки радо приймають, оскільки вона залишилася сиротою. Між Нене, збентеженою смертю батьків, переїздом в нову сім'ю, гормональними змінами тіла, та маленьким Ю одразу встановлюється гарне взаєморозуміння. Вони стають дуже близькими людьми, отож Ю опиняється в ситуації, яка відрізняється від тієї, в якій він мав би жити в його віці. Сексуально розкута дівчина дозволяє Ю спати з нею в одному ліжку, ділиться таємними секретами, а також робить посередником у її романі з місцевим підлітком-мулатом, на ім'я Роді. Цікавість до сексуальності Ю підживлює відвідування його вчительки, сентиментальної, нещасливої жінки. Хлопчик бачить, як в'яне її краса, вона розмовляє з ним про розчарування її життя, не розуміючи, що Ю розумніший й обізнаніший за своїх однолітків.
Події відбуваються на фоні парламентських виборів в Італії, які мали принести перемогу соціалістам з коаліції Народно-демократичного фронту. Надія багатьох італійців, які вийшли з руїн війни, прагнучи побачити нову країну та політичний клас, близький до потреб робітничого класу. На цьому тлі зображаються різні персонажі, майже всі вони — невдахи: подружжя батьків Па і Ю, розчаровані своїм життям; вчителька Ю; а також перукар Баффо, затятий комуніст, який організовує бенкет із музикою на день виборів. Нене — також невдаха, оскільки, окрім того, що вона втратила своїх батьків, вона закохується в хлопця з бідної сім'ї.
Саме під час святкування виборів, перш ніж дізнатися про програш лівої коаліції, батько Ю знаходить Нене на сусідній закинутій віллі. Вона разом з Роді там займалися першим в їхньому житті сексом. Батько, на очах в Ю, розлючено б'є батогом Нене. Дівчинку до крові шмагає чоловік, який виплескує усю свою злість не тільки на незадоволення власним життям, роботою, шлюбом, але й на нездійсненні ілюзії, пов'язані з тендітною німфетичною дівчинкою-підлітком, що посилилася в його будинку. Сцена биття Нене, провокує Ю. Він починає розбивати вікна вілли, вигукуючи в нікуди:
|  | Я не хочу більше дорослішати! |

Розчарований таким незрозумілим для нього дорослим світом, абсолютно співзвучним його проблемам.

## Знімальна група

### Акторський склад
| Актор              | Роль                               | В оригіналі   |
| ------------------ | ---------------------------------- | ------------- |
| Леонора Фані       | Нене                               | Nenè          |
| Свен Вальсеккі     | Ю                                  | Ju            |
| Тіно Ширінці       | батько Ю та Па                     | padre di Ju   |
| Вітторія Вальсеккі | Па, сестра Ю                       | Pa            |
| Паола Сенаторе     | мати Ю та Па                       | madre di Ju   |
| Ріта Саваньоне     | вчителька Ю                        | maestra di Ju |
| Альберто Кансемі   | мулат Роді                         | Rodi          |
| Уго Тоньяцці       | перукар Баффо (у титрах відсутній) | barbiere      |

### Основний творчий колектив
- Режисер: Сальваторе Сампері;
- Сценарій: Сальваторе Сампері, Сандро Паренцо[it];
- Оператор-постановник: Паскуаліно Де Сантіс;
- Музика: Франческо Гуччіні;
- Монтаж: Серджо Монтанарі[it];
- Художник-постановник: Еціо Альтьєрі[it].

### Оригінальний дубляж
| Актор              | Роль                          | Мовою       |
| ------------------ | ----------------------------- | ----------- |
| Емануела Россі     | Нене (Леонора Фані)           | італійською |
| Вітторія Феббі     | мати Ю та Па (Паола Сенаторе) | італійською |
| Манльо Де Анджеліс | мулат Роді (Альберто Кансемі) | італійською |

### Зйомки
- Костюми: Еціо Альтьєрі[it];
- Макіяж: Ніло Якопоні;
- Зачіски: Джованні Паломбі;
- Помічник режисера: Джорджо Базіль;
- Другі помічники режисера: Фабіо Галімберті, Ріккардо Тоньяцці[it];
- Асистенти художника-постановника: Вінченцо Дацці, Оскар Тієппо;
- Асистент декоратора: Нелло Джорджетті;
- Оператор: Маріо Чіміні;
- Асистенти оператора: Джанкарло Баталья, Марчелло Мастроджироламо, Роберто Медді[it];
- Додатковий монтаж: Марія Джанандреа, Бруно Сарандреа;
- Асистент монтажу: Роберто Джанандреа;
- Звук: Маріо Даллімонті;
- Оператор стріли: Коррадо Волпічеллі;
- Монтаж звуку: Франко Бассі;
- Гітарист: Хуан Карлос Бйондіні[it];
- Диригент: Вінче Темпера[it];
- Фотограф: Анджело Сампері;
- Асистент по костюмах: Крістіана Лафайєт;
- Керівник сценарію: Лучілла Клементеллі.

### Постпродукція
- Продюсер: Джованні Бертолуччі[it];
- Асоційований продюсер: Марко Тамбурелла;
- Продакшен-менеджер: Альдо У. Пассалаква;
- Супервізор продакшену: Аттіліо Віті;
- Секретарі продакшену: Массімо Ферреро[it], П'єтро Сассаролі;
- Адміністратор: Фіоре Профета;
- Директор дубляжу: Дедді Саваньоне[it].[5]

## Характеристика

Режисер Сальваторе Сампері та Леонора Фані під час зйомок фільму

Після ряду комерційно успішних еротичних стрічок Сальваторе Сампері, зокрема таких як «Підступність», «Коханці та інші родичі», «Скандал» і «Штурмгрупа», режисер вирішив екранізувати роман італійського журналіста та письменника Чезаре Ланца. У середині 1970-х років в Італії сприйняття підліткової сексуальності та інтимних стосунків за участю неповнолітніх відрізнялося від сучасного й ставало основою тем для багатьох фільмів, зокрема: «Я буду їй батьком», «Розпусне дитинство», «Аморальність». Однак, на відміну від багатьох попередніх сімейних еротичних комедій, які він зняв, режисер зробив еротику в «Нене» абстрактнішою.
На відміну від оригінального твору Ланца, у фільмі Сампері зменшив кількість еротичних сцен, закцентувавши більшу увагу на драматизмі стрічки та політичній лінії сюжету, пов'язаній з виборами 1948 року в повоєнній Італії. Не підкреслюючи еротичну частину роману, яка намагається показати перші болючі проблеми молодого героя Ю, Сампері надав більшої значущості історіям людей довкола головного героя: розповідаючи про невдачі різних персонажів фільму, і про крах ідеалів тих, хто сподівався на інший політичний результат виборів 1948 року.
Паралельно з суспільними проблемами фільм оповідає про шлях сексуальної ініціації Ю, який все ще залишається досить далеким для його віку. Намагаючись зберегти баланс між еротичністю та делікатністю теми сексуальності дітей і підлітків, Сампері вдалося не зробити зі стрічки «скандальний» чи «сенсаційний» фільм. На думку кінокритика Давіде Пулічі, якщо сексуальна цензура й торкнулася фільму, то лише кількох сцен з оголенням Фані, фото з яких потрапило в статтю журналу Playmen від червня 1977 року, присвячену кінокартині.

## Прокат
В більшості країн фільм виходив в прокат під оригінальною італійською назвою (італ. Nenè). Також мали місце оригінальні назви в:
- США,  Велика Британія — англ. Sweet Adolescents;
- ФРН — нім. Nenè - Die Frühreife;
- Туреччина — тур. Sevimli Ergenler.

Фільм вийшов в прокат в Європі, Північні та Південній Америці:
- Італія — 21 серпня 1977 року;
- ФРН — 10 березня 1978 року;
- Франція — 29 березня 1978 року;
- Колумбія — 29 березня 1979 року;
- Португалія — 6 липня 1979 року (Порту) та 26 жовтня 1979 року (Лісабон).

Головною дистриб'юторською компанією в Італії стала Columbia C.E.I.A.D..
2006 року компанія Sony Pictures Home Entertainment випустила фільм на DVD.

### Озвучування іншими мовами
Оригінальна мова кінокартини — італійська. Однак, в оригіналі деякі ролі акторів були дубльовані, не зважаючи на те, що актори італомовні. Так Емануела Россі озвучила головну героїню Нене, яку зіграла Леонора Фані, Вітторія Феббі — мати Ю та Па (Паола Сенаторе), а Манльо Де Анджеліс — мулата Роді (Альберто Кансемі).
Українською фільм дублювався студією телеканалу 1+1. Ролі озвучили: Андрій Твердак, Людмила Ардельян, Юлія Перенчук, Максим Кондратюк, Ольга Радчук, Юрій Кудрявець, Катерина Буцька, Анатолій Зіновенко та інші.[джерело?]

## Критика
Зазвичай критики відзначають чудовий кастинг акторів та їхню гру. Це стосується й Свена Вальсеккі, який зіграв Ю й Леонору Фані. Окремо відзначається роль Паоли Сенаторе (зіграла матір Ю та Па). Кінокритик і засновник італійського кіножурналу Nocturno, Давіде Пулічі писав:
|                                   | Історичний колорит, тобто Італія напередодні виборів 1948 року, ледь помітний, притуплений сценографічним шармом розвалених інтер’єрів і занедбаних оранжерей, де звершення кохання є таємним і зовсім не радісним обрядом. Підсумовуючи, дивний Сампері, якого слід відкривати із задоволенням й інтересом, який, можливо, не знає та не піклується про те, щоб робити своїм фільмом «повчання», знятим за романом Чезаре Ланца та покладеним на музику Франческо Гуччіні, але який, естетично, дуже добре лягає в руку. Оригінальний текст (італ.) In sintesi, uno strano Samperi, da scoprire con piacere e interesse, che forse non sa, né gli importa, dove andare a parare con il suo film “di formazione” — derivato da un romanzo di Cesare Lanza e musicato da Francesco Guccini — ma che, esteticamente, ciurla benissimo nel manico. |
| — Давіде Пулічі, журнал Nocturno, | |